# ¡Vaya par de gemelos!
¡Vaya par de gemelos! es una película española de 1978 dirigida por Pedro Lazaga y protagonizada por Paco Martínez Soria.

## Argumento
Lucas y Pedro (Paco Martínez Soria) son dos hermanos gemelos naturales de un pueblecito aragonés llamado Tarazona. Pedro lo tiene todo en la vidaː una mujer comprensiva y sensible (Margot Cottens), un buen trabajo como jefe de una fábrica de chocolate y todo tipo de lujos y viajes. Mientras, Lucas es todo lo contrario: vive con su mujer (María Isbert) que lo controla en todo momento y trabaja para ella en una pequeña tienda del pueblo, de donde nunca ha salido.
Cuando Lucas se cansa de ese tipo de vida y visto que su mujer no para de compararle con su hermano, va a hablar con Pedro para que le ayude con un pequeño problema que tiene con un pago de la contribución y que le explique cómo hacer para vivir de una manera parecida a la suya, Viendo que su hermano lo está pasando muy mal, Pedro decide explicarle su gran secreto: consistió en la invención de un hijo que le había explicado a su mujer tuvo antes de su matrimonio, y esta accedió a darle dinero para la educación y la formación de su hijo inventado mientras que él se gastaba ese dinero en viajes a cabarés y fiestas en Madrid. Allí conoció a un joven llamado Jorge (José María Guillén) cuya confianza se ganó, para robar sus calificaciones escolares y sus fotografías porque así podría entregárselas a su mujer y ella se convencería de la existencia de su hijo.

Viendo que eso podría cambiarle la vida para mejor, Lucas decide inventarse también un hijo falso. Pero su mujer no es nada comprensiva, y no le perdona ese supuesto desliz anterior a su matrimonio y el que a ella no le haya dado ningún hijo después de tantos años de casados.
Pilar (Inma de Santis), la verdadera hija de Pedro, les comunica a sus padres que van a casarse. Estos se alegran muchísimo y viendo la madre que va a irse de casa y se quedarán solos. pide a Pedro que le diga a su hijo que se venga a vivir con ellos. Viendo que la situación se le complica por momentos, Pedro se inventa una nueva mentira diciendo que su falso hijo acaba de morir en un accidente de coche, y así aprovecha para sacarle más dinero a su mujer para costear los gastos del entierro.

La sorpresa llega cuando el prometido de Pilar resulta ser Jorge y este se presenta por sorpresa en casa de sus padres para anunciar su matrimonio. Cuando Pedro ve que su falso hijo va a convertirse en su yerno, volverá a inventarse más mentiras para intentar enredar aún más la historia.